# Nitrofuranos
Los Nitrofuranos son un grupo de sustancias antimicrobianas, utilizadas para controlar agentes patógenos en muchos animales. Se incluye dentro de los antibióticos sintéticos que se obtienen exclusivamente por síntesis química. Los grupos que producen los nitrofuranos son varios: Nitrofurazona, furazolidona, Furaltadona, nitrofurantoína, Nifuraldezona, Nifupirazina. Su utilización está prohibida en especie animales cuyos productos o carne son utilizados en alimentación humana, debido a que los mismos y sus metabolitos permanecen en el alimento enlazados a proteínas.
Los nitrofuranos son antibacterianos sintéticos, y hasta la fecha se han sintetizados más de 3500 de ellos. En general son polvos cristalinos de color amarillo, poco solubles en agua, pero solubles en dimetil-formamida y alcohol. Tienen un pH de 4.5 – 7. Son termoestables pero foto sensibles por lo que deben almacenarse en recipientes herméticos y protegidos de la luz solar.

## Historia
El reconocimiento y la utilización de los nitrofuranos como agentes terapéuticos data de los trabajos realizados por Scott y Clampit en el año 1943. Poco después, Dodd y Stilman observaron que cuando a un anillo de furano se le acoplaba un grupo nitrogenado en su posición 5, el compuesto resultante adquiría un alto grado de poder antimicrobiano.

## Farmacodinámica
Los nitrofuranos son bacteriostáticos y en dosis altas actúan como bactericidas. Presentan dos mecanismos de acción sobre las bacterias:
1.	Inhibición del metabolismo de los carbohidratos, lo cual se logra evitando la formación de acetil-CoA a partir de piruvato, con lo que se alteran las vías para la obtención de energía.
2.	Participación de los metabolitos intermedios, que se forman a partir de la reducción enzimática de los nitrofuranos. Los metabolitos intermedios originan la rotura de la cadena del DNA bacteriano.
Adicionalmente se menciona que alteran tanto la respiración bacteriana como la función ribosomal.

## Espectro
Actúan principalmente contra bacterias gramnegativas, como:
E. coli, Salmonella gallinarum, Salmonella pullorum, Salmonella typhimurium, Salmonella cholerasuis, Arizona hinshawii, Vibrio coli, Shigella sp., Haemophilus sp., Klebsiella sp., Citrobacter sp., y Corynebacterium sp.
También actúan contra algunas bacterias grampositivas, como:Enterococcus sp.,
Streptococcus sp., Staphylococcus sp., Bacilus anthracis y Clostridium sp.
Algunos protozoarios susceptibles a la acción de los nitrofuranos son:
Eimeria sp., Histomonas meleagridis y Giarda sp.
Además los nitrofuranos tienen buena actividad contra algunos hongos.
No tienen buena actividad contra: Proteus sp., Serratia sp., Acinetobacter sp. y Pseudomonas sp., (Algunos autores mencionan que esta última es resistente).

## Resistencia
La resistencia es rara y se genera con lentitud. Existe resistencia cruzada entre nitrofuranos, pero no con otros antibacterianos. Al igual que otro antibacterianos que atacan el DNA, la resistencia suele inducirse por vía cromosómica y se manifiesta por la ausencia de las enzimas y el aumento de la permeabilidad.

## Nitrofuranos usados a nivel veterinario
Los más usados en la medicina veterinaria son furazolidona, furaltodona, nirofurazona y un tanto menos la nitrofurantoína. En algunos países se ha utilizado el nifuresterinato sódico y, como promotor del crecimiento, la nitrovina.

## Farmacocinética
Los nitrofuranos se absorben poco por VO (vía oral), y la absorción se incrementa cuando se administra con el alimento. Se distribuye ampliamente en el organismo pero en bajas concentraciones. Alrededor del 50% de la dosis administrada se elimina en su forma activa en la orina.
La acidificación de esta promueve la reabsorción. Se requiera un medio ácido para que los nitrofuranos atraviesen mejor las barreras celulares. Una de las causas que limitan su uso es que tienen un margen terapéutico menor que al de la mayoría de los antibacterianos.

## Indicaciones y dosis
Algunos nitrofuranos se utilizan principalmente como antisépticos urinarios (nitrofurantoína) y tópicos, existen otros, como la nitrovina, que se emplean como promotores del crecimiento. Los más usados en veterinaria son la furazolidona (con efectos gastrointestinales principalmente) y la furaltadona (con acción sistémica a nivel respiratorio).

## Tiempo de retiro en animales para consumo humano
Los nitrofurano desaparecen muy rápido del plasma y es difícil encontrar residuos, dado que la mayor parte se biotransforma a AOZ.
Antes de ser retirados del mercado en 1987, se publicó una norma para su uso en Aves. Se consideraba que su eliminación era rápida. Solo 2% se elimina sin biotransformarse. Esto es, el efecto en el ambiente es mínimo. En la actualidad, se han sugerido tiempos de eliminación de dos a tres semanas. Si los nitrofuranos se usan utilizando este amplio margen de eliminación, es probable que se puedan ofrecer para el consumo productos éticos procedentes de animales tratados con ellos.

## Prohibición en Estados Unidos
En Estados Unidos se ha limitado el uso de nitrofuranos por VO para animales destinados al consumo, debido a que algunos estudios se ha demostrado que son cancerígenos.
Las evidencias son claras en animales de laboratorio, pero solo utilizando dosis elevadas, como se usa en la terapéutica de la medicina humana y no con niveles residuales y del metabolito unido a las medicina animal, la 3-amino-2-oxalidona (AOZ). Más bien, es probable que la principal razón de su desuso en Estados Unidos haya sido la dificultad técnica que constituía la detección de residuos de estos compuestos por el método de cromatografía líquida de alta resolución, requisitos necesario para el registro de un fármaco en ese país. Además, le decisión de prohibir el uso de nitrofuranos para uso sistémico se basa en la denominada cláusula Delany, que en síntesis prohíbe en Estados Unidos el uso de medicamentos que tengan potencial cancerígeno. Sin embargo, no se ha demostrado que la AOZ, tenga capacidad oncogénica o genotóxica. De hecho información publicada en 1999 indica que la AOZ, aun en concentraciones mayores a las residuales, no presenta un peligro para el consumidor. (Xenobiótica. Vol.29, 1999)
Es difícil pensar que se sabe lo suficiente de cáncer para relacionar de manera tan directa la presencia de residuos de nitrofuranos con el cáncer, y este sigue siendo un enigma; por ejemplo los japoneses no utilizan nitrofuranos en sus animales y gastan una gran cantidad de dinero para el análisis y vigilancia de residuos en productos de origen animal (POA). Pese a ello Japón tiene la mayor tasa de cáncer de estómago en el mundo. 
La pregunta es: ¿hay algo en el ambiente, se trata de una razón genética, o ambas cosas? Algo similar sucede con el cáncer de colon o el de glándula mamaria en Estados Unidos; se les ha relacionado con la alimentación, la genética, el estímulo estrogenito, etc., pero la verdad es que sigue siendo un problema de origen desconocido.
Tanto al sulfametacina como la furazolidona han sido retiradas del mercado veterinario dado su supuesto potencial carcinogénico. Sin embargo, en un grupo el resultado fue que con la dosis más alta de sulfametacina se obtenía menos cánceres, en comparación con los ratones testigos.
A menudo las decisiones de la FDA afectan a toda América, pero no por eso deben considerarse como determinantes. En otras palabras al menor indicio de que pudiera existir un problema se le desecha. Con fármacos tan eficaces como los nitrofuranos y en una economía distinta, es cuestionable adoptar políticas de extrapolación directa. Bajo este razonamiento se han retirado muchos fármacos, tanto en línea humana como en veterinaria. Así como la dipirona, que es uno de los fármacos que más se usa como analgésico en el sector salud en México, está prohibida en Estados Unidos, la lincomicina es otro caso similar.

## Toxicidad
Se realizaron ensayos toxicológicos desde 1993, tanto en seres vivos como en vitro demostrando los resultados que estas sustancias y sus metabolitos tienen:
- Potencial mutagénico (tienen capacidad de alterar al ADN de las células),
- Carcinogénico (tienen capacidad de provocar transformaciones tumorales en células sanas)
- Teratogénico (tienen capacidad de provocar alteraciones en el desarrollo embrionario).

La toxicidad está asociadas al grupo 5-nitro presente en los nitrofuranos. Se formuló un índice llamado: ingesta diaria admisible en función de los resultados obtenidos, como los residuos tienen gran persistencia no se pudo establecer un Límite máximo de residuos. Por lo tanto se estableció tolerancia cero a estos residuos, no debiendo aparecer los mismos en los alimentos.
La Unión Europea y la Organización Mundial de la Salud cuyas siglas son OMS, establecieron la tolerancia cero para estos productos y los derivados del antibiótico: Cloranfenicol.
La utilización de productos que produzcan nitrofurano está prohibida en la mayoría de los países del mundo, en la República Argentina la Nitrofurazona, Furazolidona, Furaltadona, Nitrofurantoína, Nifupirazina, Nifuraldezona, son de utilización prohibida en veterinaria.

## Relación oncológica
En la actualidad, se añade una leyenda en libros y catálogos que alerta sobre la producción de tumores mamarios en ratones y ratas con base en algunos informes. Sin embargo la tasa de tumores cancerígenos sigue en aumento. Lo congruente sería que al eliminar los nitrofuranos se redujeran o por lo menos se estabilizara la incidencia de cáncer. Ese no ha sido el caso. Con otros fármacos la relación es muy clara. Por ejemplo se relacionó el uso de ácido acetilsalicílico en niños con el síndrome de Reye (hepatocefalomalacia, de alta mortalidad). Se ha suspendido el uso de este fármaco en menores de 12 años de edad a nivel mundial y se ha reducido en 80% dicho síndrome. La correlación es clara. Por otro lado a los nitrofuranos no se les acusa de ser causantes del síndrome ascítico. Es importante hacer nuevamente un análisis de la información. En dosis terapéuticas, las lesiones producidas en glándulas suprarrenales son reversibles. Solo son tóxicas las dosis grandes y proporcionadas durante periodos prolongados.

## Nitrofuranos en la Medicina Veterinaria
En veterinaria se puede mencionar que no permite la administración de nitrofuranos VO (vía oral), de nitroimidazoles (metronidazol, ronidazol, etc.) y de sulfametacina, por ser cancerígenos potenciales y poner en riesgo el bienestar del ser humano, con el peligro de la generación de cepas patogénicas multirresistentes. En contrate se permite el uso de carbadox, un comprobado agente oncógeno. ¿Dónde trazar la línea? Es difícil comentar las diferencias, pero no se debe omitir el hecho de que, por ejemplo, el costo por ave tratada con fluoroquinolonas de tercera generación es notablemente más alto que el costo de administrarles furaltodona.

## Nitrofurano en miel Argentina
En el año 2004, aparecieron muestras de miel contaminadas con nitrofuranos oficialmente. El servicio de Sanidad Animal, comenzó una investigación para detectar la fuente, que seguramente fueron productos de uso veterinario utilizados por los apicultores en el control de Loque americana y Loque europea. A partir de ese momento la totalidad de la miel de exportación debe ser analizada para poder obtener el certificado correspondiente. La única técnica habilitada en la República Argentina para detectar e identificar los 4 metabolitos de Nitrofuranos es la que se aplica mediante un equipo denominado HPLC masa, o LC/MS/MS denominada: Cromatografía Líquida con doble detector espectrométrico de masa. Solo la pueden llevar a cabo laboratorios autorizados. De esta manera se da al importador total seguridad que la miel exportada no tiene contaminación con nitrofuranos. La apicultura argentina durante los años 2004 y 2005 sufrió una seria caída en los mercados internacionales, recuperándose en el 2005 y 2006. China fue un país que sufrió el cierre de mercados de miel, por este tipo de contaminante. 
La recomendación es controlar seriamente los laboratorios formuladores de medicamentos para utilización apícola o animal. Concienciar al productor que, por ignorancia los utiliza. Utilizar productos veterinarios autorizados por la autoridad de aplicación de cada país.